# Hütteldorf
Hütteldorf est une partie du 14e arrondissement de Vienne Penzing, qui était une commune indépendante jusqu'en 1891. Hütteldorf est une des 89 communautés cadastrales de Vienne.

## Géographie
Hütteldorf est situé au centre de l'arrondissement entre les anciens villages de Hadersdorf-Weidlingau à l'ouest et de Baumgarten et Breitensee à l'est. Hütteldorf est également frontalier avec le 16e arrondissement Ottakring au nord, ainsi qu'avec le 13e Hietzing au sud. La communauté cadastrale d'Hütteldorf couvre une superficie de 635,47 ha, dont 20 ha, situés sur la rive droite de la Vienne, dépendent donc du 13e arrondissement.
Le Nord de Hütteldorf est couvert en grande partie par le Wienerwald; les principaux sommets sont le Satzberg (453 m) et le Hüttelberg (354 m). Hütteldorf est traversé par les ruisseaux Halterbach et Rosenbach, nés dans le Wienerwald.

## Histoire

Hütteldorf et ses environs en 1872

Les origines de Hütteldorf remontent au XIe siècle, la première mention est faite en 1170 sous le nom Utendorf, lié au nom de famille noble Utendorfer. L'ancien village se situait entre les ruisseaux Rosenbach et Halterbach. En 1356, Hütteldorf est érigée en paroisse. En 1599 le moulin de Hütteldorf se voit accorder l'autorisation de brasser la bière, ce qui conduit à la création de la brasserie Hütteldorfer. Outre la bière, les villageois cultivaient également la bigne sur les pentes du Satzberg. La guerre contre les turcs (sièges de Vienne en 1529 et 1683) et les épidémies de peste (jusqu'en 1679) mettent un coup d'arrêt au développement du village.
En 1891, Hütteldorf est annexé au 13e arrondissement de la ville de Vienne, Hietzing. Après l'Anschluss en 1938, les autorités du Troisième Reich créent le 14e arrondissement à partir les territoires de Hietzing situés au nord de la Vienne, la majorité du village s'y trouve intégré.

## Monuments et curiosités

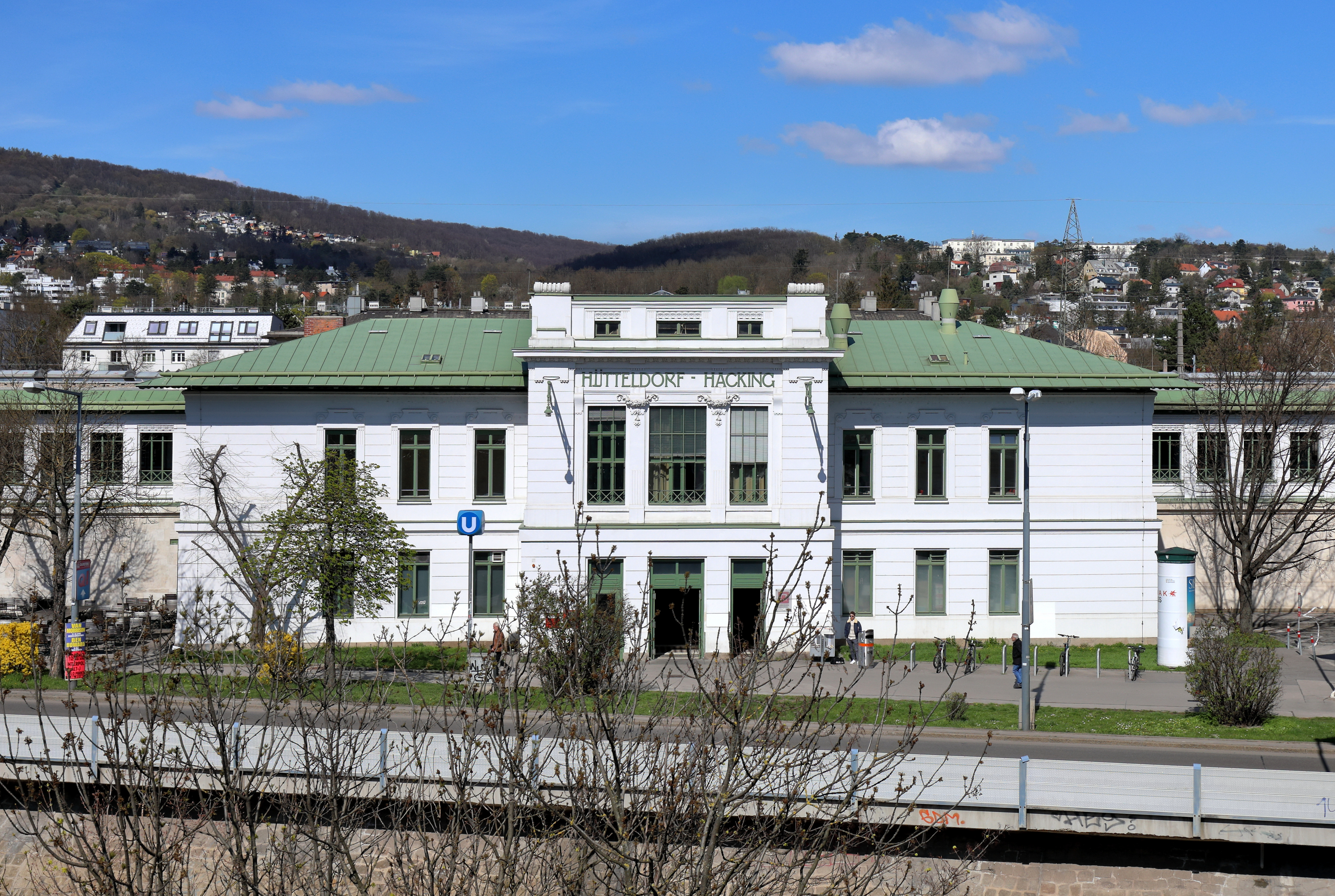
Gare de Wien Hütteldorf

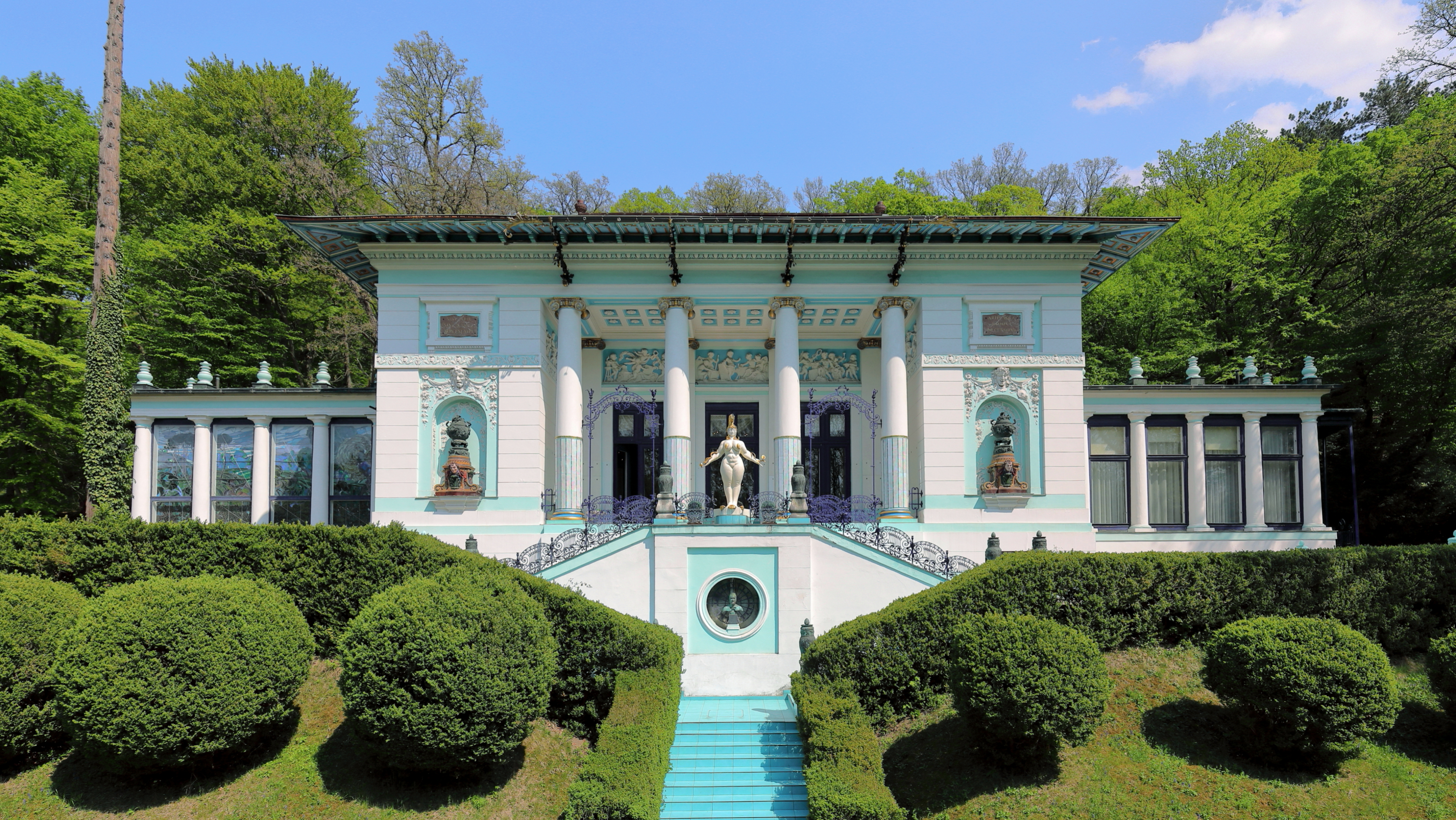
Villa Wagner

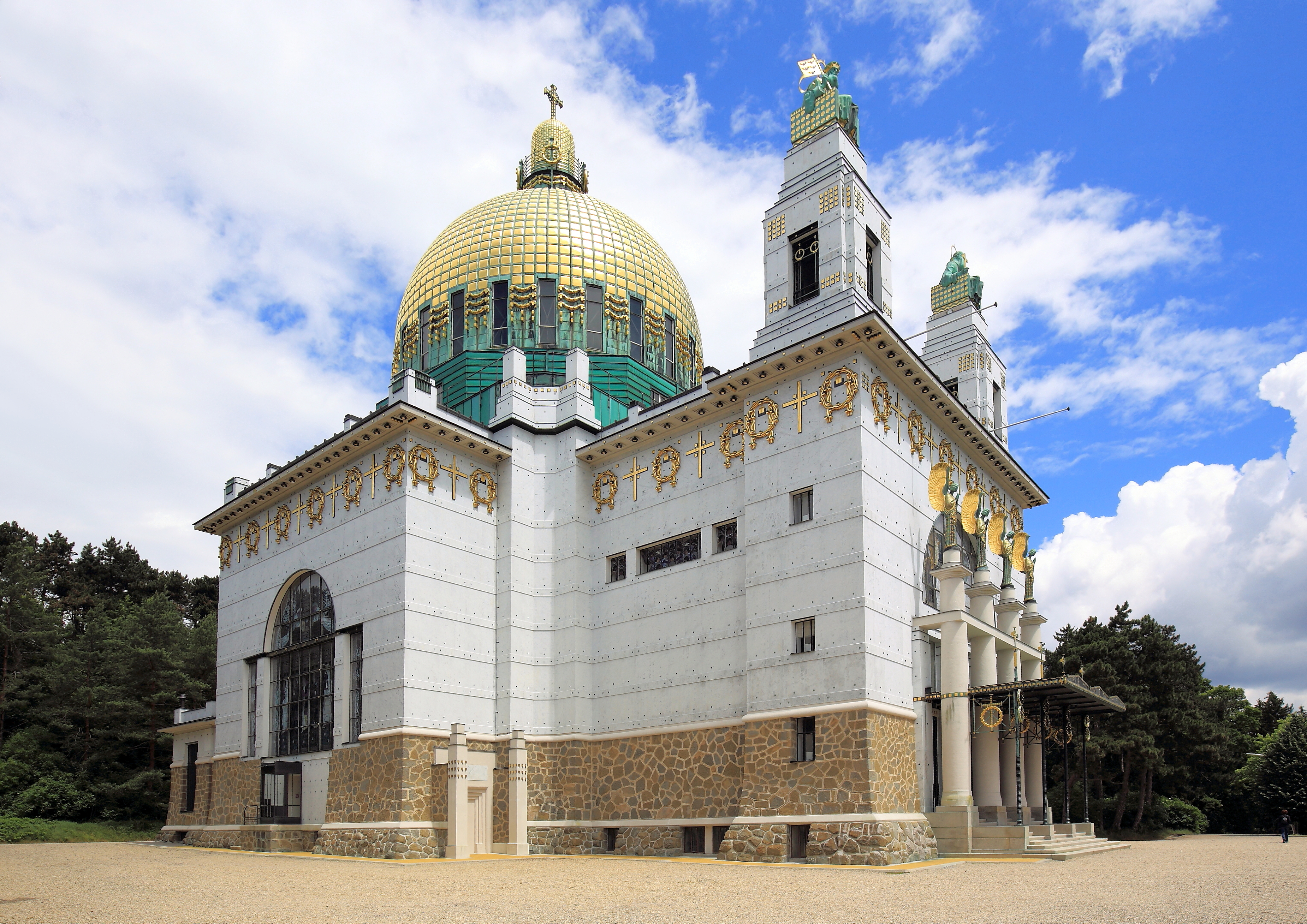
Église Saint-Léopold am Steinhof

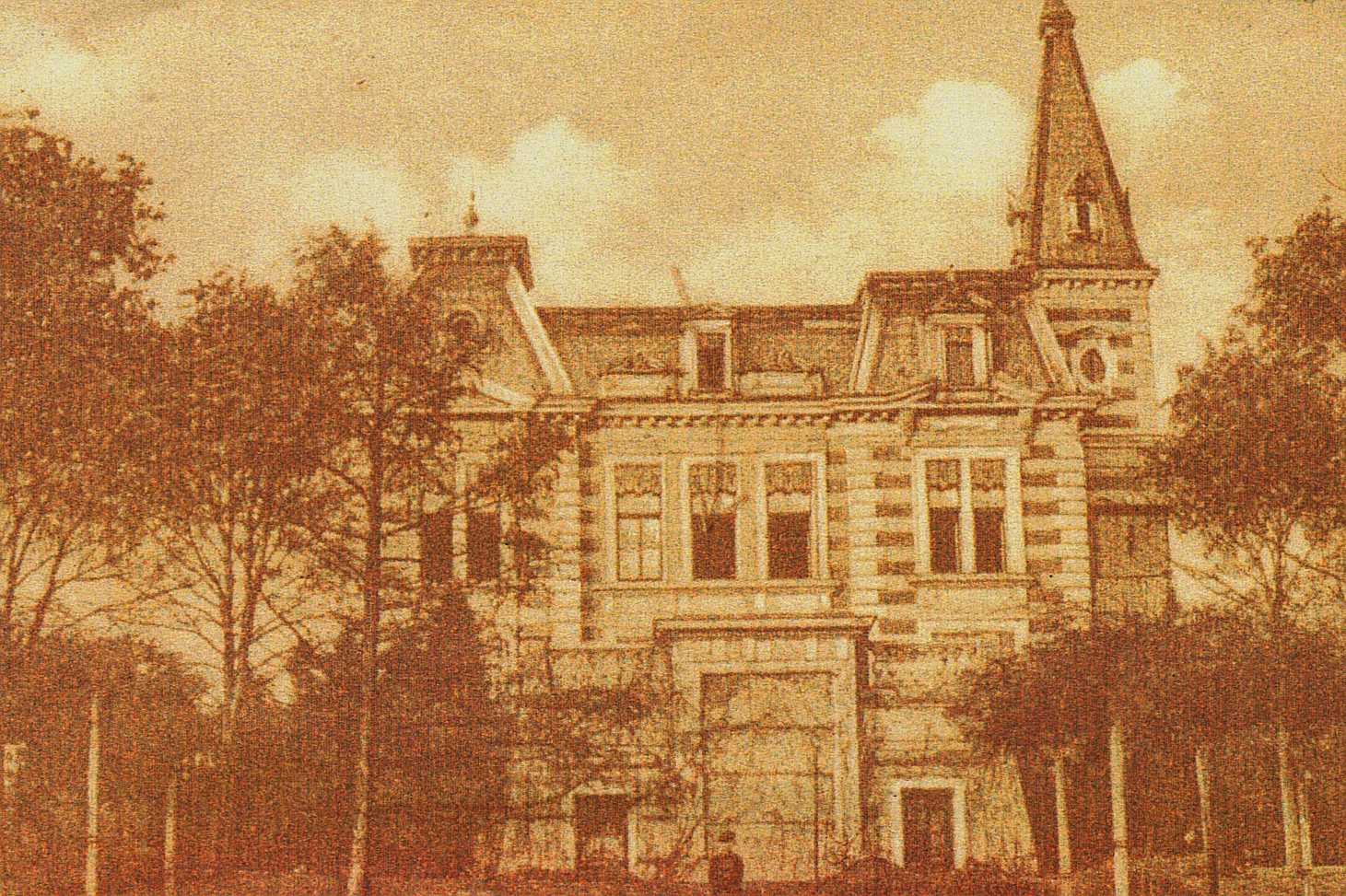
Ancien sanatorium Rosentalgasse 11-13

La gare de Hütteldorf, exploitée à l'origine par les chemins de fer impériaux autrichiens, a été adaptéz à la fin du XIXe siècle afin de recevoir le nouveau Wiener Stadtbahn. La nouvelle gare a été conçue par l'architect Otto Wagner, natif de Penzing. La gare était située à l'extrémité de deux lignes du Stadtbahn, la Vororteillinie Hütteldorf-Hacking – Heiligenstadt inaugurée le 11 mai 1898 et la obere Wientallinie Hütteldorf-Hacking – Meidling Hauptstraße inaugurée le 1er juin 1898. La première intégrée dans le réseau S-Bahn en 1987, la seconde correspond à une partie de l'actuelle lige de métro U4.
Sur le Steinhof, Wagner a conçu un vaste complexe regroupant un hôpital (Otto-Wagner-Spital (de)) et une église (Kirche am Steinhof ou Église Saint-Léopold am Steinhof).
Deux autres bâtiments sont l'œuvre de Wagner : ce sont deux villas dans lesquelles il a lui-même habité.
- La villa Wagner I a été construite de 1886 à 1888 comme résidence d'été et maison de campagne dans le style historiciste. La famille Wagner a occupé la maison de 1895 à 1911. Depuis 1972, la villa est la propriété du peintre Ernst Fuchs qui en a fait un musée privé consacré à son travail.
- Entre 1912 et 1913, Wagner construit dans le voisinage sa villa Wagner II sur des plans de 1905. Cette villa est un exemple majeur de la Sécession viennoise, elle se présente sous la forme d'un bâtiment cubique avec façade asymétrique présentant des ornements bleus et une mosaïque de verre de Koloman Moser au-dessus de l'entrée.

La villa Vojcsik, bâtiment Art nouveau construit en 1901 selon les plans d'Otto Schönthal.
La villa Windisch-Graetz, de l'époque Biedermeier tardive de l'archiduchesse Élisabeth Marie.
La villa Europa Wien du début du XVIIIe siècle, autrefois résidence d'été de la duchesse Esterházy.
L'église catholique de Hütteldorf a été construite en 1881/82 d'après des plans de Richard Jordan.
Le stade Gerhard-Hanappi a été inauguré en 1977, c'est le siège du Rapid Vienne.

## Personnalités
- Johann Sturany (1831–1912), architecte
- La comtesse Léopoldine von Sternberg, princesse du Liechtenstein y réside après le décès de son mari en 1781 et est inhumée dans cette commune[1].

## Littérature
- Hertha Wohlrab: Penzing: Geschichte des 14. Wiener Gemeindebezirkes und seiner alten Orte. Jugend und Volk, Vienne, 1985,  (ISBN 3-224-16209-0).